# 394
Римська імперія востаннє об'єдналася під правлінням Феодосія I. У Китаї правління династії Цзінь. В Індії правління імперії Гуптів. У Японії триває період Ямато. У Персії править династія Сассанідів.
На території лісостепової України Черняхівська культура. У Північному Причорномор'ї готи й сармати. Історики VI століття згадують плем'я антів, що мешкало на території сучасної України приблизно з IV сторіччя. З'явилися гуни, підкорили остготів та аланів й приєднали їх до себе.

## Події
- 6 вересня імператор Феодосій I переміг узурпатора Євгенія у битві при Фрігіді.
- Узимку гуни перейшли Дунай і знищили збудовані готами селища.

## Померли
- 6 вересня — Євгеній (узурпатор) — імператор та узурпатор Західної Римської імперії з 392 по 394 рік.